# Good Kid, M.A.A.D City
Good Kid, M.A.A.D City (stilizat ca good kid, m.A.A.d city) este al doilea album de studio al rapperului american Kendrick Lamar. Albumul a fost lansat pe 22 octombrie 2012 prin Top Dawg Entertainment și Aftermath Entertainment, și a fost distribuit de către Interscope Records. Albumul servește ca debutul major al lui Lamar, în urma semnării cu Aftermath și Interscope la începutul lui 2012. A fost precedat de primul album de studio, Section.80 (2011), distribuit independent prin Magazinul iTunes.
Albumul a fost înregistrat în mai multe studiouri din California, avându-i ca producători pe Dr. Dre, Just Blaze, Pharrell Williams, Hit-Boy, Scoop DeVille, Jack Splash și T-Minus, printre alții. Considerat un „scurtmetraj de Kendrick Lamar” pe coperta albumului, albumul conceptual urmărește experiențe din adolescența lui Lamar, având în fundal criminalitatea și găștile de stradă din Compton, California la acea vreme. Good Kid, M.A.A.D City s-a bucurat de aprecieri pe scară largă din partea criticilor, care au lăudat tematica albumului și lirica lui Lamar. Good Kid, M.A.A.D City i-a adus lui Lamar patru nominalizări la Premiile Grammy din 2014, inclusiv Cel mai bun album al anului.
Albumul a debutat pe locul doi în topul Billboard 200, cu vânzări de 242,000 exemplare în prima săptămână – marcând cel mai bun debut al unui artist hip hop din acel an. A devenit primul album al lui Lamar care a intrat în topul UK Albums Chart, atingând locul 16. Albumul a fost numit în mai multe liste de sfârșit de an, aflându-se în fruntea multora. A primit discul de platină din partea Recording Industry Association of America (RIAA) în august 2013. Până în martie 2015, albumul a vândut peste 1,400,000 exemplare în Statele Unite, conform Nielsen SoundScan.
Lansarea albumului a fost susținută de cinci single-uri – „The Recipe” cu Dr. Dre, „Swimming Pools (Drank)”, „Backseat Freestyle”, „Poetic Justice” cu Drake, și „Bitch, Don't Kill My Vibe". Toate cele cinci single-uri s-au bucurat de un succes mai mic sau mai mare în topuri. Lamar a organizat un turneu mondial între mai și august 2013, alături de ceilalți membri ai colectivului hip hop Black Hippy.

## Lista pieselor
| Nr.             | Titlu                                       | Autor(i)                                                                            | Producător(i)                        | Lungime |  |
| 1.              | „Sherane a.k.a Master Splinter’s Daughter”  | Kendrick Duckworth Christopher Whitacre Justin Henderson                            | Tha Bizness                          | 4:33    |  |
| 2.              | „Bitch, Don't Kill My Vibe”                 | Duckworth Mark Spears Robin Braun Vindahl Friis Lykke Schmidt                       | Sounwave                             | 5:10    |  |
| 3.              | „Backseat Freestyle”                        | Duckworth Chauncey Hollis                                                           | Hit-Boy                              | 3:32    |  |
| 4.              | „The Art of Peer Pressure”                  | Duckworth Rune Rask Jonas Vestergaard                                               | Tabu                                 | 5:24    |  |
| 5.              | „Money Trees” (împreună cu Jay Rock)        | Duckworth Dacoury Natche Johnny McKinzie Victoria Garance Alixe Legrand Alex Scally | DJ Dahi                              | 6:26    |  |
| 6.              | „Poetic Justice” (împreună cu Drake)        | Duckworth Elijah Molina Aubrey Graham James Harris Janet Jackson Terry Lewis        | Scoop DeVille                        | 5:00    |  |
| 7.              | „good kid”                                  | Duckworth Pharrell Williams                                                         | Pharrell Williams                    | 3:34    |  |
| 8.              | „m.A.A.d city” (împreună cu MC Eiht)        | Duckworth Spears Ricci Riera Axel Morgan Aaron Tyler                                | Sounwave THC Terrace Martin          | 5:50    |  |
| 9.              | „Swimming Pools (Drank)” (Extended Version) | Duckworth Tyler Williams                                                            | T-Minus                              | 5:13    |  |
| 10.             | „Sing About Me, I’m Dying of Thirst”        | Duckworth Gabe Stevenson Derrick Hutchins Quincy Jones Alan Bergman Marilyn Bergman | Like of Pac Div Skhye Hutch Sounwave | 12:03   |  |
| 11.             | „Real” (împreună cu Anna Wise)              | Duckworth Terrace Martin                                                            | Terrace Martin                       | 7:23    |  |
| 12.             | „Compton” (împreună cu Dr. Dre)             | Duckworth Justin Smith Charles Richard Cason Sly Jordan                             | Just Blaze                           | 4:08    |  |
| Lungime totală: | Lungime totală:                             | Lungime totală:                                                                     | Lungime totală:                      | 68:23   |  |

| Piese bonus ale ediției deluxe |                                            |                                                                                                |                     |         |  |
| Nr.                            | Titlu                                      | Autor(i)                                                                                       | Producător(i)       | Lungime |  |
| 13.                            | „The Recipe” (împreună cu Dr. Dre)         | Duckworth Andre Young Molina Eric Cardona Gabe D'Amico Dev Gupta Andrea Hernandez Bryan Ujueta | Scoop DeVille       | 5:52    |  |
| 14.                            | „Black Boy Fly”                            | Duckworth Columbus Smith Dawaun Parker                                                         | Rahki Dawaun Parker | 4:38    |  |
| 15.                            | „Now or Never” (împreună cu Mary J. Blige) | Duckworth Jack Splash Jazmine Sullivan                                                         | Jack Splash         | 4:17    |  |
| Lungime totală:                | Lungime totală:                            | Lungime totală:                                                                                | Lungime totală:     | 87:41   |  |

Note
- „Bitch, Don't Kill My Vibe” include performanțe vocale de la Anna Wise și JMSN
- „Money Trees” include performanțe vocale de la Anna Wise
- "good kid" include performanțe vocale de la Chad Hugo
- "m.A.A.d city" include performanțe vocale necreditate de la Schoolboy Q
- „Sing About Me, I'm Dying of Thirst” include performanțe vocale de la JMSN, Anna Wise și Camille „ill Camille” Davis
- "Real" include performanțe vocale de la JMSN

Sample-uri creditate
- „Bitch, Don't Kill My Vibe” conține un sample al piesei „Tiden Flyver” interpretată de Boom Clap Bachelors
- „Backseat Freestyle” conține un sample al piesei „Yo Soy Cubano” by The Chakachas
- „The Art of Peer Pressure” conține un sample al piesei „Helt Alene” interpretată de Suspekt
- „Money Trees” conține un sample al piesei „Silver Soul” interpretată de Beach House
- „Poetic Justice” conține un sample al piesei „Any Time, Any Place” interpretată de Janet Jackson[12]
- „m.A.A.d city” conține sample-uri din piesele „Don't Change Your Love” de The Five Stairsteps, „Funky Worm” de Ohio Players și „A Bird In The Hand” de Ice Cube
- „Sing About Me, I'm Dying of Thirst” conține sample-uri din piesele „Maybe Tomorrow” interpretată de Grant Green, „I'm Glad You're Mine” de Al Green și „Use Me” de Bill Withers
- „Compton” conține un sample al piesei „What's This World Coming To” interpretată de Formula IV
- „The Recipe” conține un sample al piesei "Meet the Frownies" interpretată de Twin Sister